# Tijana Andrejić
Tijana Andrejić (Novi Sad, 4 maggio 1986) è una pianista serba.

## Biografia
Tijana Andrejić nasce il 4 maggio 1986 a Novi Sad, nell'allora Jugoslavia.
Dopo aver conseguito il diploma con il massimo dei voti e la lode presso la Scuola di Musica “Isidor Bajic” di Novi Sad, riceve il premio di “migliore allieva della sua generazione” celebrato con un invito della famiglia Reale Karadjordjevic di Serbia.
All'età di 15 anni risulta già vincitrice di svariati concorsi nazionali e internazionali e nel 2006 vince il concorso “Isidor Bajic Piano Memorial” (membro della Federazione Mondiale dei Concorsi di Ginevra) – che la proietta in una dimensione europea. Durante l'educazione in Serbia era titolare di una borsa di studio del “Fondo per i giovani talenti” e la “Fondazione per lo sviluppo dei giovani scienziati e artisti” del Ministero della Pubblica Istruzione della Repubblica Serba.
Si è laureata presso la Novi Sad “Academy of Arts” nella classe di Dorian Leljak, ricevendo il premio “The Little Prince” come migliore studentessa. Trasferitasi in Italia, nel 2009 si perfeziona con Kostantin Bogino presso l'Accademia di Santa Cecilia di Bergamo e dal 2010 con Boris Petrushansky presso l'Accademia Internazionale Incontri col Maestro di Imola.
Si è esibita nelle più prestigiose sale del suo Paese (“Kolarac Concert Hall” di Belgrado, alla Sinagoga e alla City Hall di Novi Sad, alla City Hall di Subotica) come solista e con orchestra, oltre che in duo e in ensemble, in Italia all'Università Bocconi di Milano, al Teatro Politeama di Palermo, al Teatro Miela di Trieste, al Teatro Bon di Udine, e in altri paesi (Estonia, Repubblica Ceca, Ucraina, ecc.).
Ha suonato con l'Orchestra del festival pianistico internazionale di Brescia e Bergamo, l'Orchestra della RadioTelevisione serba, l'Orchestra filarmonica Mihail Jora di Bacau, l'Orchestra filarmonica Banatul di Timisoara, l'Orchestra dell'Accademia delle Arti di Novi Sad, l'Orchestra da camera di České Budějovice ed ha collaborato con i seguenti direttori d'orchestra: Pier Carlo Orizio, Bojan Sudjic, Ovidiu Balan, Gheorghe Costin, Marek Šedivý. Ha registrato per la RTS (RadioTelevisione Serbia), per la RTV (RadioTelevisione Vojvodina) e per diverse emittenti radiofoniche.
Il suo repertorio spazia da Bach ed Händel fino a Stravinskij, Szymanowski, Ščedrin, Lutosławski e Ligeti. Suona attivamente in duo pianistico con Giuseppe Andaloro e recentemente ha eseguito la sua trascrizione della “Sagra della primavera” di Igor Stravinsky per due pianoforti e due violoncelli insieme a Giovanni Sollima e Monika Leskovar.